# 小田治朝
小田 治朝（おだ はるとも、貞治2年（1363年）? - 応永10年3月1日（1403年3月23日）?）は、室町時代の武士。常陸小田氏第9代当主とされる（ただし当主には就任していないとする説もある）。小田孝朝の子。小田持家、小田直家の父。常陸介。太郎。

## 生涯

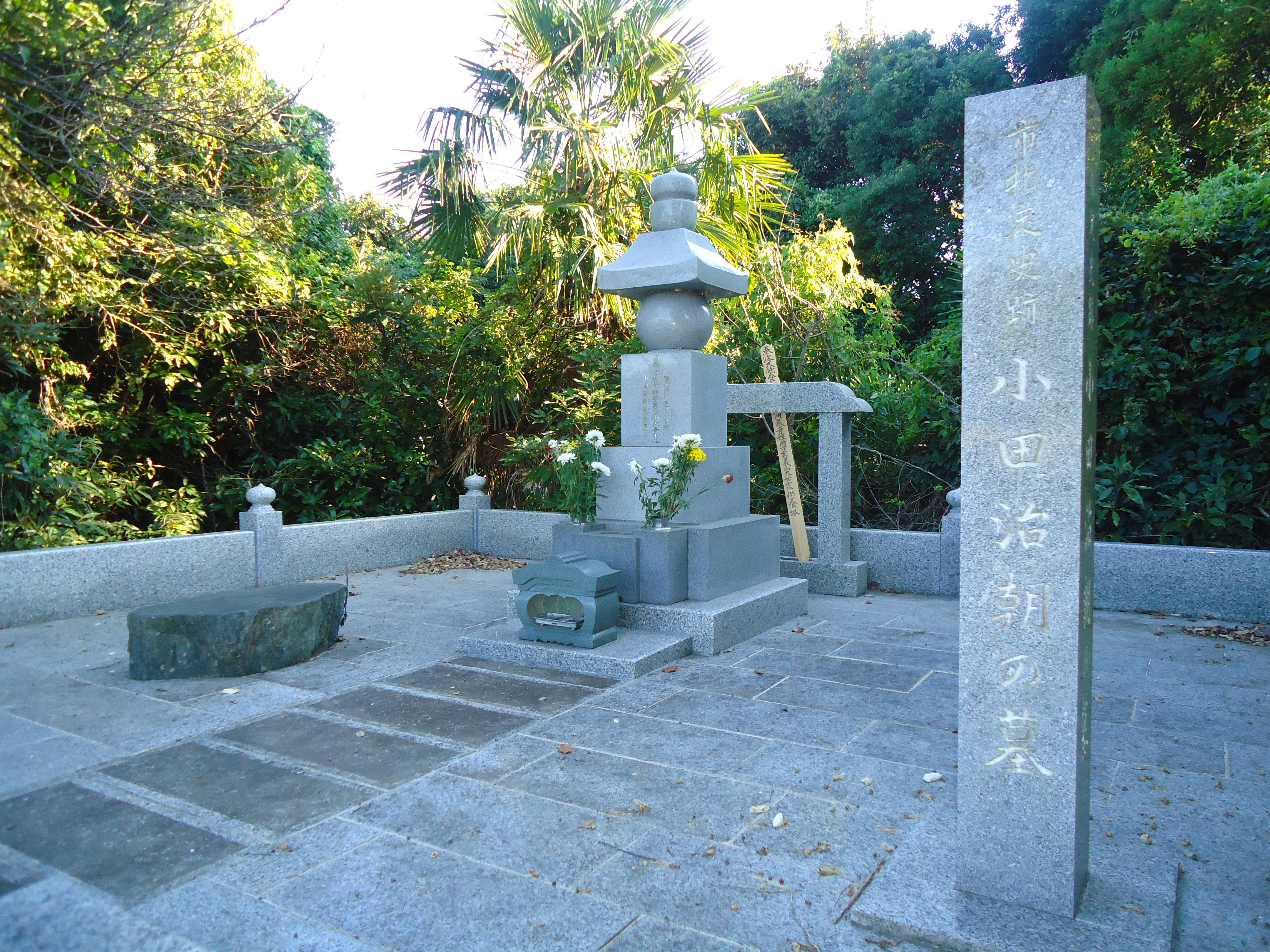
小田治朝の墓

小田孝朝の子として生まれ、父のあとを受け讃岐守兼常陸介右近衛少将に任じられ、従四位下に叙せられた。小山義政の乱に敗北した小山義政の子の小山若犬丸を庇護したため、嘉慶元年(1387年)に鎌倉公方と佐竹氏の軍に追討された。父とともに岩間(現在の茨城県笠間市)の難台山に立てこもり、抵抗を続けたものの敗れた。母が佐竹義篤の娘であるため那須氏に身柄を預けられることになる。これにより、田中荘や信太荘内の所領を失った。応永10年（1403年）3月1日、父の孝朝に先立って没した。享年41歳。そのため、正式な当主には就任せずに終わったとされることもある。墓所は治朝が開基と伝わる海蔵寺（茨城県土浦市沖宿町）の墓地にあり、土浦市指定史跡に指定されている。法名は「海蔵寺殿義山尊玄大居士」。没年には別の説として応永21年（1414年）に41歳で死去、応永23年（1416年）以後（上杉禅秀の乱で生存とされている資料があることより）、応永25年（1418年）3月1日に41歳で死去とするものがある。